# Chloropsis sonnerati
El verdín de Sonnerat (Chloropsis sonnerati) es una especie de ave paseriforme de la familia Chloropseidae propia del sureste asiático.

## Subespecies
- Chloropsis sonnerati parvirostris
- Chloropsis sonnerati sonnerati
- Chloropsis sonnerati zosterops

## Distribución
Se encuentra en la península malaya, Borneo, Sumatra, Java, Bali  e islas menores aledañas.

## Referencias

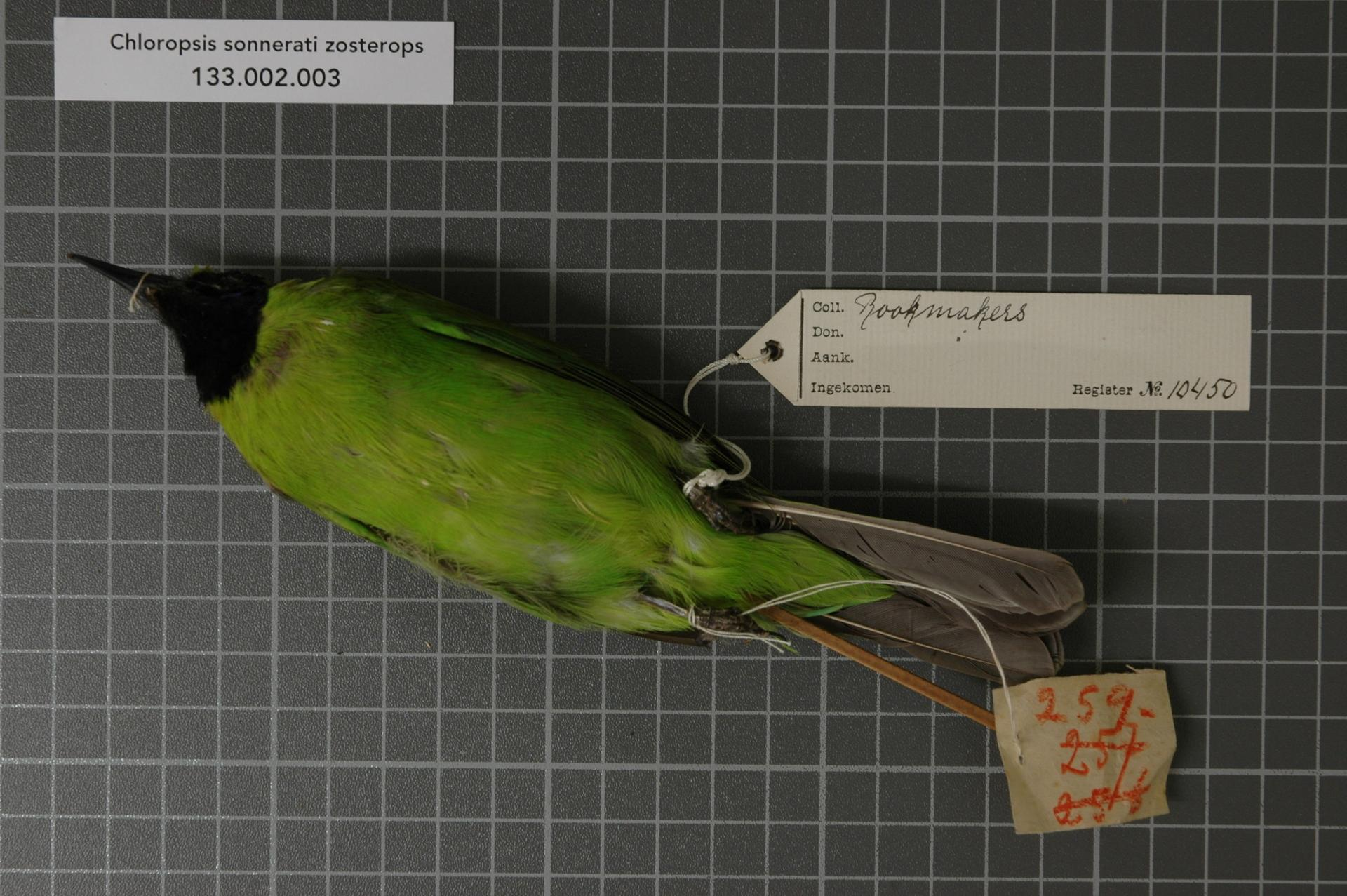
Chloropsis sonnerati zosterops Vigors & Horsfield, 1830